# Phoebus de Chateaupers
Phœbus de Châteaupers, chiamato nelle versioni italiane anche Febo de Chateaupers, è un personaggio immaginario ideato da Victor Hugo per il suo romanzo Notre-Dame de Paris del 1831. È il capitano degli arcieri reali di Luigi XI e l'unica persona amata da Esmeralda.

## Nel romanzo
Il cattolico Phœbus de Châteaupers fa la prima apparizione la notte seguente alla festa dei folli, quando Claude Frollo incarica Quasimodo, di rapire per suo conto Esmeralda; il capitano fa arrestare Quasimodo dalle sue guardie ed Esmeralda si innamora del suo salvatore, che ottiene da lei un appuntamento in una casa di tolleranza. Phœbus è descritto di bell'aspetto ma egoista e meschino, difatti è fidanzato con una ricca ragazza di nome Fleur-de-Lys, che deve sposare per matrimonio combinato ma di cui non sopporta la madre, e si finge innamorato di Esmeralda (di cui non ricorda neppure il nome) per ottenerla. È solito frequentare taverne e bordelli con Jehan, fratello minore di Claude Frollo, che viene casualmente a sapere del suo appuntamento con Esmeralda. Anch'esso follemente innamorato della zingara, Frollo segue Phœbus sul posto e lo accoltella alle spalle nel tentativo di ucciderlo. Guarito, Phœbus crede alla versione ufficiale per cui sia stata Esmeralda a colpirlo in quanto zingara e strega, l'abbandona alla sua condanna a morte e torna a corteggiare la sua fidanzata ufficiale. Dopo che Esmeralda viene salvata da Quasimodo, Phœbus rifiuta comunque di raggiungerla nella cattedrale; assieme ai suoi soldati doma l'assalto a Notre Dame sterminando gli zingari, infine lascia Esmeralda nelle mani di Tristano d'Ermite, un'altra guardia, che la consegna al boia. Assieme al poeta Pierre Gringoire è l'unico tra i personaggi principali a salvarsi, e si sposa con Fleur-de-Lys, il che secondo l'autore sarà una fine tragica.

## Versione Disney

Febo nella versione Disney.

Nella versione animata, il carattere di Phoebus (nella versione italiana Febo) è completamente diverso dall'originale. È un onesto capitano che, ritornato a Parigi dalle guerre borgognone, lavora agli ordini di Frollo (nel film un giudice e non un arcidiacono). Subito, non è contento delle idee e dei metodi del giudice: non vede il motivo per cui egli se la prenda tanto animosamente con "indovini e chiromanti"; ferma due guardie che volevano incarcerare Esmeralda accusata di aver rubato dei soldi (che invece lei aveva guadagnato onestamente, danzando per i passanti insieme a Djali); vuole fermare l'umiliazione pubblica cui Quasimodo è sottoposto; e ottiene il diritto di asilo per Esmeralda onde evitare che Frollo la arresti. Infine, si ribella a un ordine di quest'ultimo di far morire un mugnaio e la sua famiglia che aveva dato ospitalità a zingari: ottiene per questo una sommaria condanna a morte da cui scampa. È sinceramente innamorato di Esmeralda e diventa amico anche di Quasimodo, con cui unisce le forze per salvare Esmeralda da Frollo (quindi è sovrapponibile a Gringoire nel libro, ma questa volta opera di concerto con il campanaro e non indipendentemente); riesce anche a salvare Quasimodo sul finale, quando il campanaro stava precipitando dalla cattedrale. Lui ed Esmeralda si fidanzano e nel film successivo sono sposati ed hanno un figlio, Zephir, grande amico di Quasimodo. Collaborano poi a fare smascherare a rinchiudere Sarousch. 

## Nello spettacolo di Plamondon
Nello spettacolo teatrale, Phœbus appare simile alla sua controparte del romanzo. Diviso tra l'amore di Fleur-de-Lys e quello di Esmeralda, inizialmente abbandona la fidanzata per la zingara, ma si ricrede dopo il suo tentato omicidio, di cui ritiene colpevole Esmeralda. Phœbus implora quindi Fleur-de-Lys di perdonarlo e la giovane accetta, a costo che lui faccia uccidere la sua rivale. Phœbus stesso, in assenza di Tristano (il quale non compare nello spettacolo), fa arrestare Esmeralda che viene uccisa, mentre lui si allontana con Fleur-de-Lys dopo aver reso prigionieri gli zingari e aver ucciso il loro re, Clopin.
È interpretato da Graziano Galatone e da Heron Borelli nella prima edizione, in seguito da Alberto Mangia Vinci, Oscar Nini, Giacomo Salvietti e da Luca Marconi.

## Tra realtà e finzione
Il vero capitano degli arcieri reali di Luigi XI nel 1482 era Jacques Ier de Crussol (1460-1525), visconte d'Uzès.